# 最後の賭け
『最後の賭け』（さいごのかけ、Rien ne va plus）は1997年のフランスの犯罪コメディ映画。監督はクロード・シャブロル、出演はイザベル・ユペールとミシェル・セローなど。サン・セバスティアン国際映画祭グランプリ受賞作品である。『賭けはここまで』の邦題もある。

## ストーリー
年の離れた詐欺師コンビ、ヴィクトールとベティは、ベティの色仕掛けで男から金をだまし取るという細かい仕事で稼いでいた。次の獲物を探すためにやって来たスイスのホテルに、ベティは1年前から付き合っているモーリスという男を連れて来る。モーリスは大企業の経理部長で、500万フランの大金をベティと持ち逃げする気でいるらしいことから、ヴィクトールとベティは500万フランをかすめ取る作戦に出る。
グアドループまでの運び屋として飛行機内で大金の入ったアタッシュケースをすり替えた「ふり」をすることで、まんまと大金を手に入れたヴィクトールとベティだったが、モーリスの持ち逃げに気付いていたモーリスのボス、ムッシューKの命を受けたヤクザによって拉致される。モーリスが持ち逃げしたのはマフィアの金だったのである。モーリスは既に殺されており、ヴィクトールとベティも命の危険にさらされるが、ベティがアタッシュケースの鍵の番号を教えたことで、辛うじて殺されずに釈放される。そして、アタッシュケースの中からあらかじめ一部の金を抜き取っていたヴィクトールは、2人が一緒にいない方が安全との言葉と分け前を残してベティの前から姿を消す。
それから何年かが過ぎ、ベティがヴィクトールの隠れ家にやって来る。もう一度コンビを組もうというヴィクトールの言葉を一度は無視して隠れ家を後にしたベティだったが、思い直してヴィクトールのもとに戻って来る。2人は父娘だったのである。

## キャスト
- ベティ: イザベル・ユペール - 詐欺師。色仕掛けが武器。
- ヴィクトール: ミシェル・セロー - 詐欺師。ベティの師匠で相棒。
- モーリス・ビアジーニ: フランソワ・クリュゼ - 大企業の経理部長。
- ムッシューK: ジャン=フランソワ・バルメ - モーリスのボス。マフィア。
- ロベール・シャティヨン: ジャッキー・ベロワイエ（フランス語版） - ベティがカジノでひっかけて騙した男。
- グアドループのヤクザ: ジャン・ベンギーギ（フランス語版） - ヴィクトールとベティをムッシューKのもとに連行。
- トロッティ夫人: モニー・ダルメ（フランス語版） - ヴィクトールに一目惚れした未亡人。
- スイスのホテルのフロント係: トマ・シャブロル（フランス語版）

## 作品の評価
Rotten Tomatoesによれば、26件の評論のうち高評価は69%にあたる18件で、平均点は10点満点中6.5点となっている。